# Alonso Núñez de Haro y Peralta
Alonso Núñez de Haro y Peralta (Villagarcía del Llano, 1729. október 31. – Mexikóváros, 1800. május 26.) 1772-től haláláig a Mexikóvárosi főegyházmegye érseke,  1787-ben néhány hónapig Új-Spanyolország alkirálya volt. Kortársai bölcs és jó képességű érseknek tartották.

## Élete
1729-ben született a spanyolországi Villagarcía del Llanóban. Már fiatalon kitűnt tehetségével és műveltségével. A domonkosoknál, majd a toledói egyetemen filozófiát és teológiát tanult, utóbbi intézményben már 18 éves korában ledoktorált. Rómában XIV. Benedek pápa is megvizsgálta, akit szintén meglepett mély tudásával, így a pápa Luis de Borbón y Farnesio spanyol infáns és bíborosnak, valamint a toledói városvezetésnek is a figyelmébe ajánlotta őt. 23 évesen kanonok lett Toledóban, később ugyanezt a pozíciót töltötte be Cuencában és Segoviában is, majd visszatért Toledóba.
Jó viszonyban volt és levelezést is folytatott Antonelli és Castelli bíborosokkal. Hírnevét tovább növelte kiváló szónoki képessége, valamint az érsekség általános vizitánsaként és a lelenc gyermekek házának örökös adminisztrátoraként végzett munkája, mindezeknek köszönhetően pedig III. Károly alkalmasnak látta arra, hogy Francisco Antonio de Lorenzana helyére őt nevezze ki Mexikóváros érsekévé. 1772. szeptember 12-én érkezett meg Mexikóba, Veracruz kikötőjébe, másnap pedig a San Miguel del Milagro templomban Puebla püspöke már fel is szentelte. Az érsekség kormányzását 22-én kezdte meg.
Meglátogatta és megreformálta a haldokló atyák házát és a Remete Szent Antal-házat, valamint befejezte a lelencház szabályzatát, amit annak előző felelőse, Lorenzana nem tudott befejezni. III. Károly jóváhagyásával Tepotzotlánban, a jezsuiták egykori novíciusházában szemináriumot alapított, amelynek odaajándékozta értékes könyvtárát, és amelyet pénzzel is támogatott: mindezek eredményeképpen az intézet színvonalasabb lett, mint a hasonló spanyolországiak. A Colegio de San Andrés a fővárosból Tepotzotlánba költözött, így az érsek alkalmasnak látta a korábbi épületet, hogy ott a madridi Hospital General y de la Pasión mintájára kórházat hozzon létre. Így alapította meg 1774-ben a Hospital General de San Andrést, amely az első központosított (és ezáltal költséghatékonyabban működő) kórház lett Mexikóvárosban. De a költségek így sem voltak elegendőek a működtetésre: úgy számoltak, hogy amíg az intézménynek 500 beteget kell ellátnia, addig a pénz mintegy 50 beteg ellátására elég, mindebbe beleszámítva azt is, hogy a katonáknak fizetniük kellett saját ellátásukért. 1774-től kezdve a források 100 betegre voltak elegendőek, majd az 1779-ben kitört, és 16 hónapig tartó himlőjárvány során a püspök Martín de Mayorga alkirály segítségével jóval több felszerelést és pénzt tudott juttatni a kórháznak. 1784. szeptember 26. és 1790. február 10. között összesen több mint 459 500 erős pesót fektetett be az intézménybe. Bár mintegy 30 éves érseksége alatt a legtöbb gondot a kórházra fordította, mellette többek között templomok és kolostorok, valamint egyéb, a közjót szolgáló létesítmények építését és felújítását is támogatta.
1785 augusztusának végén országszerte (főképpen a Tierra Caliente és a Huasteca vidéken) erős fagyok voltak, az áldozatokat Núñez y Peralta több mint 90 000 pesóval támogatta, amivel kapcsolatban a király 1786. május 19-i rendeletében háláját és nagyrabecsülését fejezte ki. November 30-án elhunyt Bernardo de Gálvez y Madrid, Új-Spanyolország alkirálya, helyébe a király egy 1787. február 25-én kiadott dokumentummal ideiglenesen az érseket nevezte ki. A pozíciót május 8-án foglalta el, és augusztus 16-ig töltötte be. Hivatali idejében számos függőben maradt ügyet és az időközben újonnan érkezőket egyaránt elintézett.
Idős korára egészsége megromlott, több mint egy éven át tartó betegség után 1800-ban hunyt el. Testét ünnepélyes keretek között temették el a mexikóvárosi székesegyház érseki kriptájában.